# Leonhard Tietz

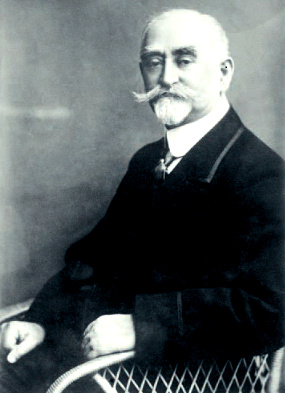
Leonhard Tietz
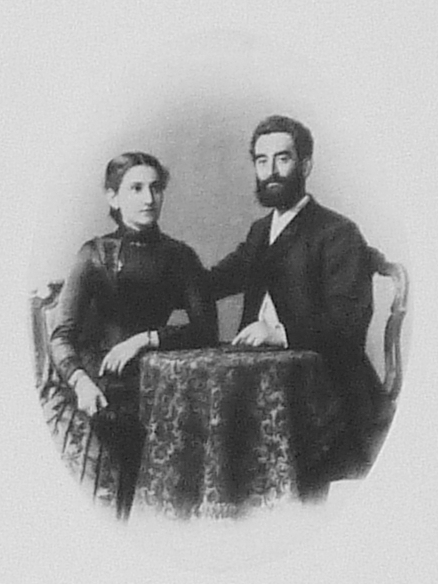
Das Ehepaar Flora und Leonhard Tietz; Foto aus dem späten 19. Jh.

Leonhard Tietz (* 3. März 1849 in Birnbaum, Provinz Posen; † 15. November 1914 in Köln) war ein deutscher Kaufmann und Warenhaus-Unternehmer. Seine Nachkommen wurden von den Nationalsozialisten verfolgt, weil sie – wie Leonhard Tietz – jüdischer Herkunft waren.

## Leben
Leonhard Tietz war Sohn des Fuhrmanns Jakob Tietz und dessen Ehefrau Johanna. Sein jüngerer Bruder war Oscar Tietz.
Tietz eröffnete am 14. August 1879 ein 25 m² großes Textilgeschäft in Stralsund. 1882 folgte ein ähnliches Geschäft in Elberfeld, in dem auch eine Vielzahl seiner Lieferanten beheimatet war. 1884 eröffnete er ein Geschäft in Schweinfurt und 1888 in Amberg. Das Geschäft in Elberfeld erwies sich bald als zu klein für die eng benachbarten Großstädte Elberfeld und Barmen (die 1929/1930 zur Stadt Wuppertal vereinigt wurden). Folgerichtig setzte er dort seinen lang gehegten Wunsch um, ein Mehrsparten-Warenhaus nach französischem Vorbild aufzubauen. 1885 eröffnete das neue Haus in der dortigen Herzogstraße, Tietz verlegte auch den Unternehmenssitz an diesen Platz. Grundlage des rasanten Wachstums seiner Unternehmung war die von ihm im deutschen Einzelhandel eingeführte Praxis, qualitativ hochwertige Produkte zu festen Preisen bei Barzahlung zu verkaufen. Bis dahin war es üblich, den Preis von Gütern vor dem Kauf zeitaufwendig auszuhandeln. Zudem räumte er seinen Kunden ein Umtauschrecht ein.
Am 7. April 1891 eröffnete Leonhard Tietz in Köln ein 180 m² großes Geschäft in der Hohe Straße. Ein Jahr später eröffnete er ein Warenhaus zunächst in der Großkölnstraße in Aachen und 1899 wurde das Warenhaus Tietz in Düsseldorf an der Schadowstraße erbaut. Im Jahr 1893 verlegte er den Sitz seines Unternehmens von Elberfeld nach Köln. Ab 1896 zog Tietz mit dem Aachener Geschäft auf den Aachener Markt und errichtete dort ab 1905 einen repräsentativen Neubau des Warenhauses Tietz nach Plänen des Architekten Albert Schneiders. Sein Stralsunder Geschäft war ab 1902 im neu errichteten Warenhaus Ossenreyerstraße 19 ansässig.
Im Jahr 1905 wurde das Unternehmen in eine Aktiengesellschaft umgewandelt. Von 1907 bis 1909 ließ das Unternehmen das Warenhaus Tietz Alleestraße in Düsseldorf nach Plänen von Joseph Maria Olbrich und von 1912 bis 1914 das neue Kölner Stammhaus unter Leitung des Architekten Wilhelm Kreis auf dem Eckgrundstück Hohe Straße/Gürzenichstraße errichten. Nach dem Tod von Leonhard Tietz im Jahr 1914 führte sein Sohn Alfred Leonhard Tietz das Geschäft weiter. Das Unternehmen wuchs durch Übernahmen weiter und beschäftigte Anfang der 1930er Jahre etwa 15.000 Mitarbeiter an 43 Standorten.
Zusammen mit Gerhard Tietz leitete Alfred Leonhard Tietz das Unternehmen noch, als 1933 die Nationalsozialisten an die Macht gelangten und auf die sogenannte „Arisierung“ jüdischer Kaufhäuser drängten. Die Firma wurde zunächst in Westdeutsche Kaufhof AG (vorm. Leonhard Tietz AG) geändert, ab 1936 ohne den Zusatz. Die Familie Tietz musste ihre Anteile unter Wert an Banken abgeben. Sie emigrierte und wurde nach dem Krieg mit 5 Millionen DM entschädigt. Aus den Warenhäusern von Leonhard Tietz ging die Galeria Kaufhof GmbH hervor.
Ähnlich erging es dem Unternehmens seines Bruders Oscar Tietz (1858–1923), welches als Hertie Waren- und Kaufhaus GmbH weitergeführt wurde.

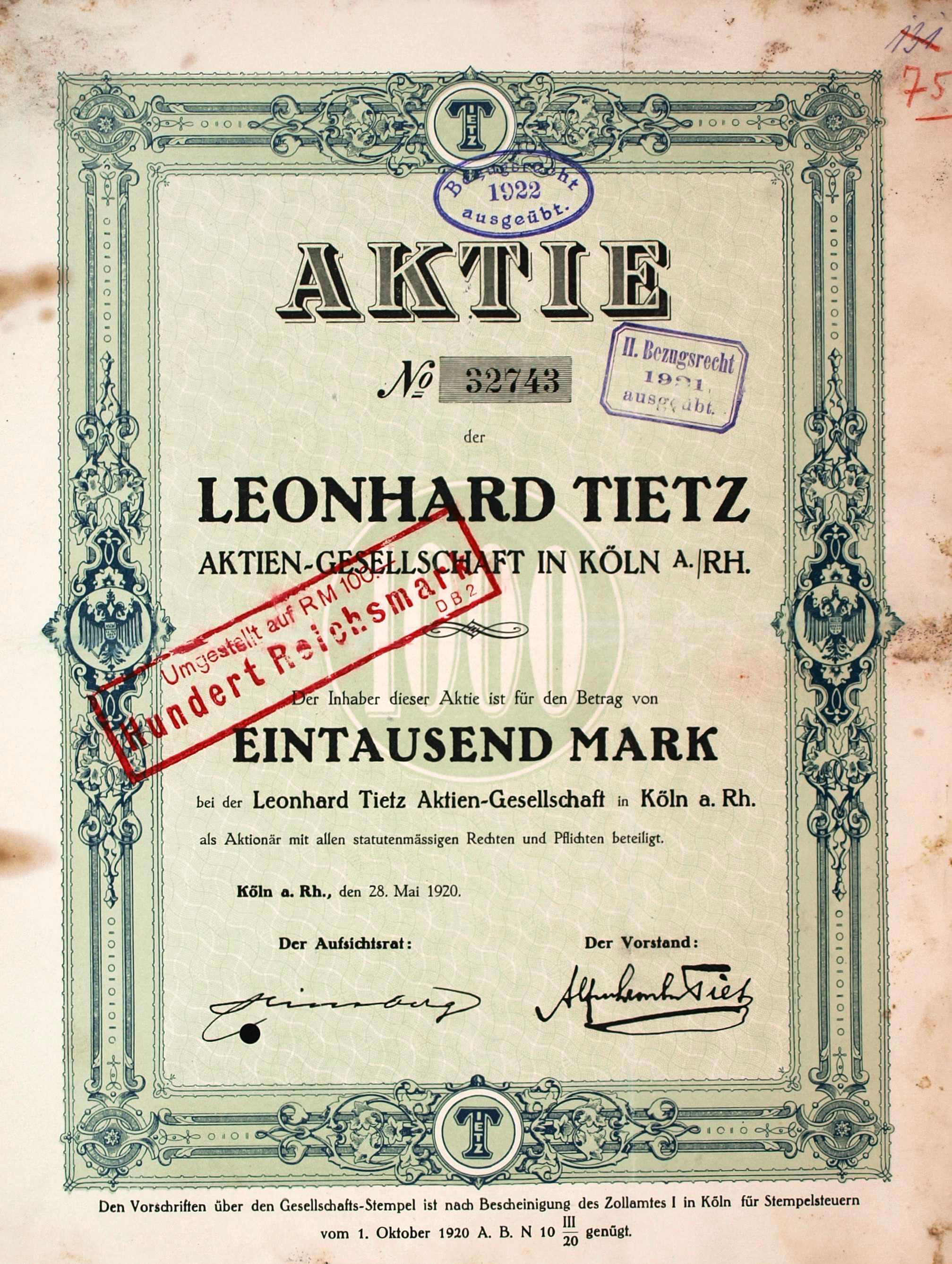
Aktie über 1000 Mark der Leonhard Tietz AG vom 28. Mai 1920
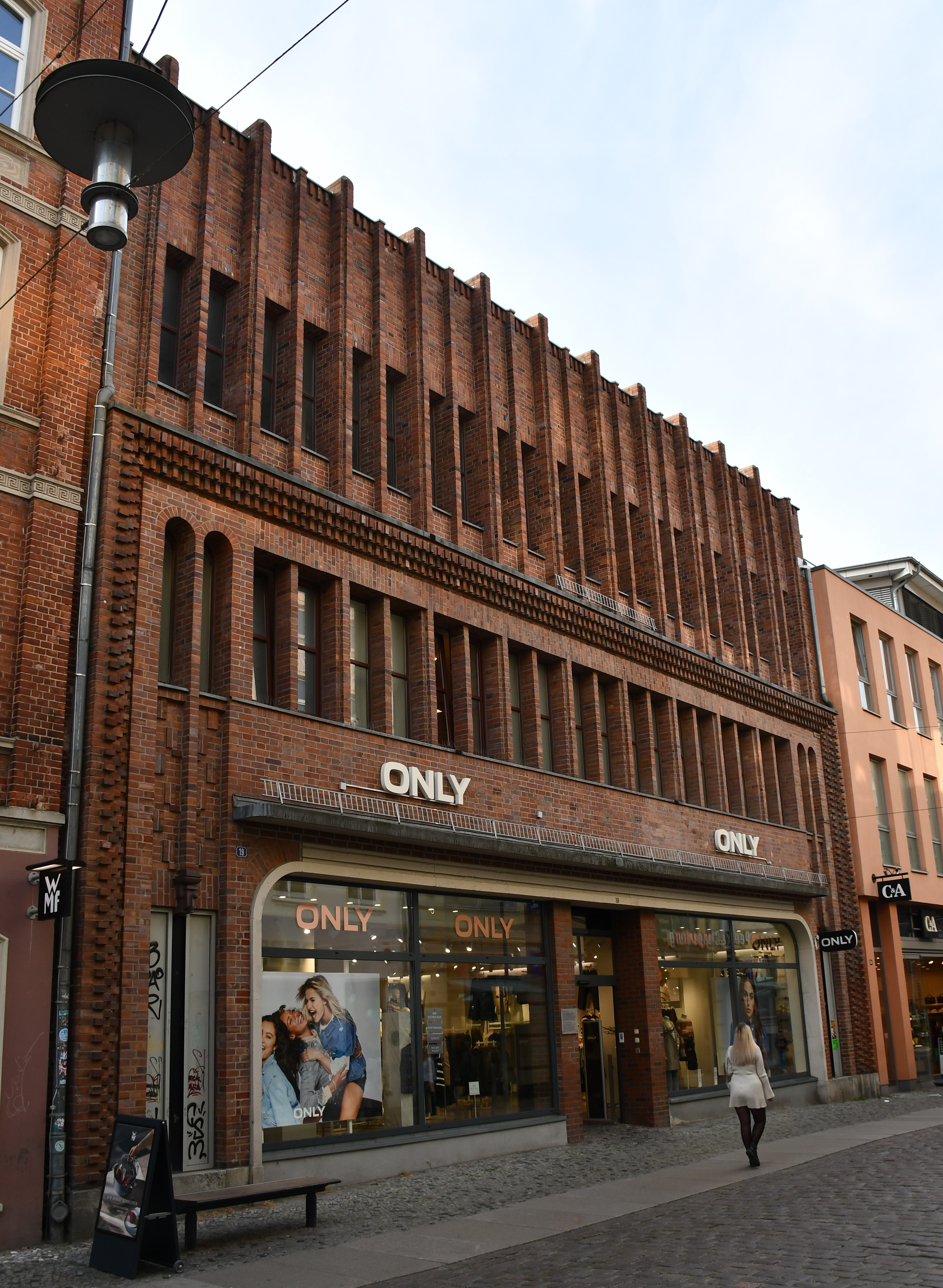
Ehemaliges Tietz-Warenhaus in der Ossenreyerstr. 19 in Stralsund
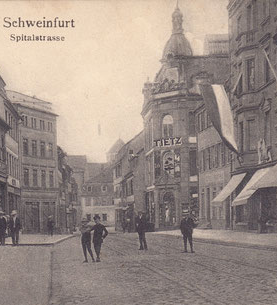
Warenhaus Tietz in der Schweinfurter Spitalstraße um 1900
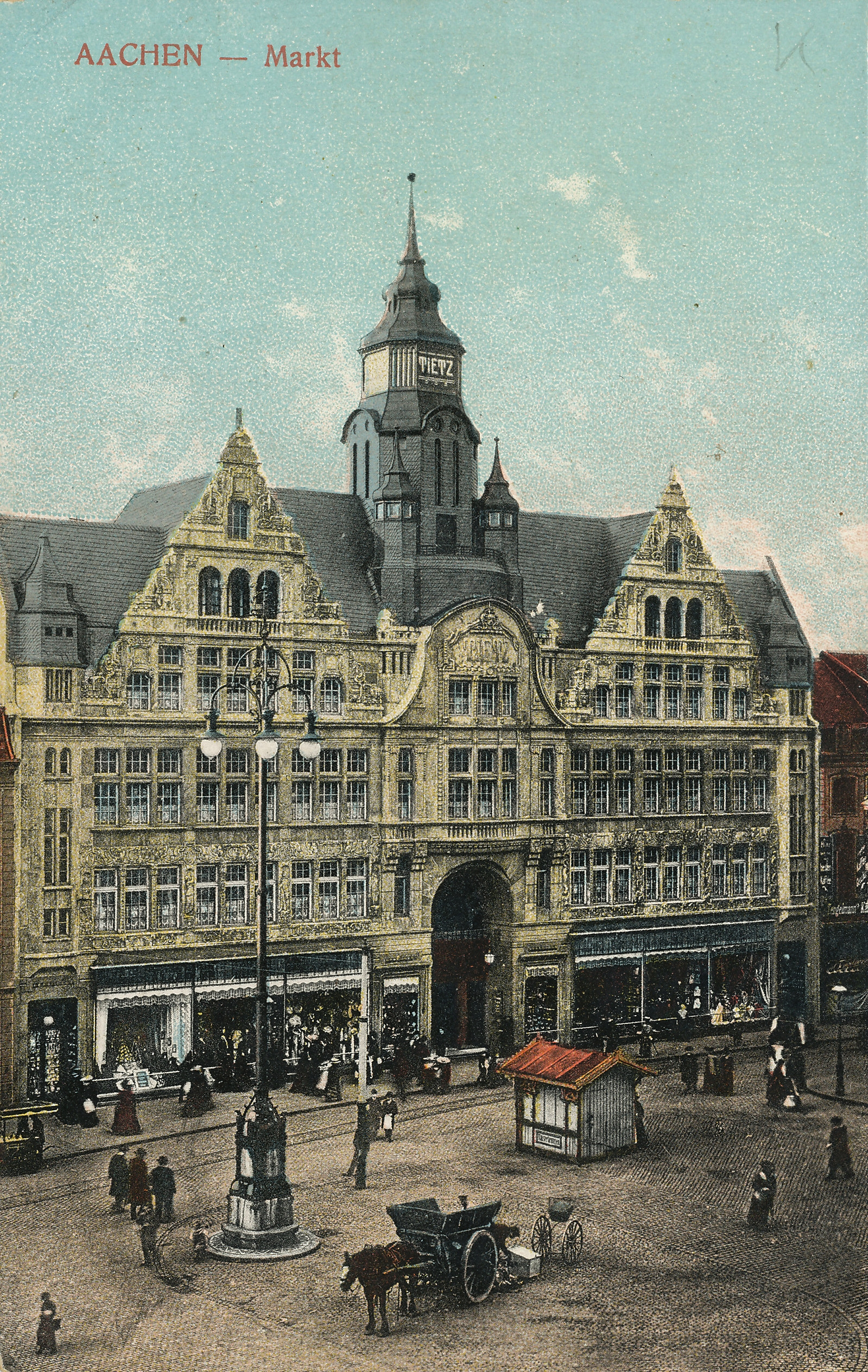
Kaufhaus Tietz am Aachener Markt
„Wertbeständiger Warengutschein über 10 Goldmark“ der Leonhard Tietz AG (Zweigstelle Aachen), Ausgabe vom 10. Januar 1924